# خورخي كاردونا
خورخي كاردونا (بالإسبانية: Jorge Cardona Márquez)‏ هو لاعب تنس الطاولة إسباني، ولد في 2 نوفمبر 1987 في سرقسطة في إسبانيا.

## روابط خارجية
- خورخي كاردونا على موقع Paralympic.org (الإنجليزية)
- خورخي كاردونا على موقع اللجنة البارالمبية الإسبانية (الإسبانية)